# The Albums (box set)
A The Albums a svéd ABBA együttes 2008. november 11.-én megjelent gyűjteményes válogatása, melyet az Universal Music jelentetett meg. A kiadvány tartalmazza az együttes 8 stúdióalbumát, melyeket 1973 és 1981 között rögzítettek,valamint bónuszként a korábban csak kislemezeken megjelent B. oldalas dalokat is, és egy 40 oldalból álló könyvecskét az együttes történetéről. A lemezek extrákat nem tartalmaznak. A kiadvány csak néhány országban volt mérsékelt slágerlistás helyezés.

## Előzmények
A "The Albums" kiadvány mindössze három évvel a The Complete Studio Recordings kiadása után jelent meg. Míg az utóbbi 133 zeneszámot tartalmaz 9 lemezen, beleértve számos ritkaságot is, mint például spanyol, francia és német felvételeket, alternatív változatokat, és mixeket. A The Albums csak 99 dalt tartalmaz szintén 9  lemezen. Az iTunes verzió egy 10 "lemezt" is tartalmaz, mely megegyezik a The Complete Studio Recordings kiadványban található rarities lemezzel.

## Számlista

### CD 1 –Ring Ring(1973)
1. "Ring Ring"
2. "Another Town, Another Train"
3. "Disillusion"
4. "People Need Love"
5. "I Saw It in the Mirror"
6. "Nina, Pretty Ballerina"
7. "Love Isn't Easy (But It Sure Is Hard Enough)"
8. "Me and Bobby and Bobby’s Brother"
9. "He Is Your Brother"
10. "She's My Kind of Girl"
11. "I Am Just a Girl"
12. "Rock'n Roll Band"

### CD 2 –Waterloo(1974)
1. "Waterloo"
2. "Sitting in the Palmtree"
3. "King Kong Song"
4. "Hasta Mañana"
5. "My Mama Said"
6. "Dance (While the Music Still Goes On)"
7. "Honey, Honey"
8. "Watch Out"
9. "What About Livingstone?"
10. "Gonna Sing You My Lovesong"
11. "Suzy-Hang-Around"

### CD 3 –ABBA(1975)
1. "Mamma Mia"
2. "Hey, Hey Helen"
3. "Tropical Loveland"
4. "SOS"
5. "Man in the Middle"
6. "Bang-A-Boomerang"
7. "I Do, I Do, I Do, I Do, I Do"
8. "Rock Me"
9. "Intermezzo No. 1"
10. "I've Been Waiting for You"
11. "So Long"

### CD 4 –Arrival(1976)
1. "When I Kissed the Teacher"
2. "Dancing Queen"
3. "My Love, My Life"
4. "Dum Dum Diddle"
5. "Knowing Me, Knowing You"
6. "Money, Money, Money"
7. "That’s Me"
8. "Why Did It Have to Be Me?"
9. "Tiger"
10. "Arrival"

### CD 5 –ABBA: The Album(1977)
1. "Eagle"
2. "Take a Chance On Me"
3. "One Man, One Woman"
4. "The Name of the Game"
5. "Move On"
6. "Hole in Your Soul"

The Girl With the Golden Hair: 3 Scenes From a Mini-Musical
1. "Thank You for the Music"
2. "I Wonder (Departure)"
3. "I'm a Marionette"

### CD 6 –Voulez-Vous(1979)
1. "As Good as New"
2. "Voulez-Vous"
3. "I Have a Dream"
4. "Angeleyes"
5. "The King Has Lost His Crown"
6. "Does Your Mother Know"
7. "If It Wasn't for the Nights"
8. "Chiquitita"
9. "Lovers (Live a Little Longer)"
10. "Kisses of Fire"

### CD 7 –Super Trouper(1980)
1. "Super Trouper"
2. "The Winner Takes It All"
3. "On and on and On"
4. "Andante, Andante"
5. "Me and I"
6. "Happy New Year"
7. "Our Last Summer"
8. "The Piper"
9. "Lay All Your Love on Me"
10. "The Way Old Friends Do"

### CD 8 –The Visitors(1981)
1. "The Visitors"
2. "Head over Heels"
3. "When All Is Said and Done"
4. "Soldiers"
5. "I Let the Music Speak"
6. "One of Us"
7. "Two for the Price of One"
8. "Slipping Through My Fingers"
9. "Like an Angel Passing Through My Room"

### CD 9 – Bonus Tracks
1. "Merry-Go-Round"
2. "Santa Rosa"
3. "Ring, Ring (Bara du slog en signal)" (Swedish version)
4. "Waterloo" (Swedish version)
5. "Fernando"
6. "Crazy World"
7. "Happy Hawaii"
8. "Summer Night City"
9. "Medley: Pick a Bale of Cotton – On Top of Old Smokey – Midnight Special"
10. "Lovelight"
11. "Gimme! Gimme! Gimme! (A Man After Midnight)"
12. "Elaine"
13. "Should I Laugh or Cry"
14. "You Owe Me One"
15. "Cassandra"
16. "Under Attack"
17. "The Day Before You Came"

## Minősítések
| Ország                   | Minősítés | Eladások |
| ------------------------ | --------- | -------- |
| Svédország (GLF)         | Platina   | 40.000   |
| Dánia (IFPI Denmark)     | Arany     | 15.000   |
| Egyesült Királyság (BPI) | Ezüst     | 60.000   |